# Gerhard Heindel
Gerhard Heindel (* 25. Februar 1944; † 16. März 2023) war ein deutscher Basketballspieler.

## Laufbahn
Heindel bestritt in der Saison 1967/68 ein Bundesligaspiel für den USC Heidelberg, der seinerzeit in der 1. Bundesliga Süd den zweiten Platz erreichte und dann im Halbfinale um die deutsche Meisterschaft ausschied. 1968 wechselte er zum TV Eppelheim. Mit Eppelheim spielte Heindel 1970/71 in der Bundesliga, verpasste mit der Mannschaft jedoch den Klassenerhalt.
Als Trainer war Heindel, der den Beruf des Berufsschullehrers ergriff, lange im Nachwuchs- und im Erwachsenenbereich tätig.
Sein Sohn Janis spielte Basketball in der 2. Bundesliga. Heindels Bruder Volker war Basketball- und Handballspieler, ihr Onkel war Kurt Siebenhaar, die Brüder waren Vetter von Hans Leciejewski.